# Golzig
Golzig (niedersorbisch Gólsk) ist ein Dorf in Brandenburg. Bei Golzig handelt es sich um den östlich der Berste gelegenen Teil des Kernortes der Gemeinde Kasel-Golzig im Landkreis Dahme-Spreewald, der Ort hat allerdings keinen offiziellen Status als Ortsteil. Bis zum 1. Januar 1926 war Golzig eine eigenständige Gemeinde. Das Dorf gehört dem Amt Unterspreewald an.

## Lage
Golzig liegt im Nordwesten der Niederlausitz, etwa zwölf Kilometer nördlich von Luckau und 15 Kilometer westlich der Kreisstadt Lübben. Umliegende Ortschaften sind der Ortsteil Reichwalde in der Gemeinde Bersteland im Nordosten, Schiebsdorf im Osten, Zauche im Süden, Kasel im Westen sowie der zur Stadt Golßen gehörende Gemeindeteil Gersdorf im Nordwesten.
Kasel und Golzig sind baulich miteinander verbunden und werden lediglich durch die Berste voneinander getrennt. Golzig liegt an der Landesstraße 71.

## Geschichte
Das Straßendorf Golzig wurde erstmals am 23. März 1396 unter dem Namen Golcz urkundlich erwähnt. 1527 tauchte erstmals die Namensform Golczigk auf. Der Ortsname stammt aus dem Sorbischen und beschreibt eine Siedlung am Waldrand. Auf eine ursprüngliche Lage an demselben Wald deuten beispielsweise auch die Namen der nahe gelegenen Dörfer Reichwalde, Freiwalde und Schönwalde hin. Die Bevölkerung Golzigs lebte überwiegend von der Landwirtschaft.
Spätestens ab dem 19. Jahrhundert stand Golzig unter der Grundherrschaft des niederlausitzischen Adelsgeschlechtes Solms-Baruth. Das Dorf verfügte über ein Rittergut. Im Jahr 1844 gab es in Golzig 25 Gebäude, in denen 194 Menschen lebten. Es gab im Dorf jeweils eine Wassermühle und eine Windmühle. Um 1880 hatte das Rittergut Golzig 518,96 ha, so das Standardwerk das Generaladressbuch der Rittergutsbesitzer für Brandenburg.
Nach dem Wiener Kongress kam das vorher sächsische Golzig an das Königreich Preußen. Dort lag die Gemeinde im Landkreis Luckau im Regierungsbezirk Frankfurt. Zum 1. Januar 1926 wurde Golzig mit dem benachbarten Kasel zu der neuen Gemeinde Kasel-Golzig vereinigt. Bis zur formellen Enteignung im Sommer 1944 blieb Golzig ein Teil der Standesherrschaft Solms-Baruth des Fürsten zu Solms. Langjähriger Verwalter war dessen jüngster Bruder Hans Graf zu Solms-Baruth (1893–1971), der mit seiner Familie auf Schloß Kasel lebte.
Am 25. Juli 1952 wurde diese Gemeinde dem neu gebildeten Kreis Luckau im Bezirk Cottbus zugeordnet. Nach der Wende lag Golzig zunächst im Landkreis Luckau in Brandenburg und schloss sich am 30. August 1992 dem Amt Golßener Land an. Im Zuge der Kreisreform vom 6. Dezember 1993 wurde Golzig als Teil der Gemeinde Kasel-Golzig dem neu gegründeten Landkreis Dahme-Spreewald zugeordnet. Am 1. Januar 2013 wurde das Amt Golßener Land aufgelöst und Kasel-Golzig wechselte in das Amt Unterspreewald.

## Bevölkerungsentwicklung
| 1875 | 185 | 1910 | 178 |
| 1890 | 187 | 1925 | 209 |